# 순방향 신경망

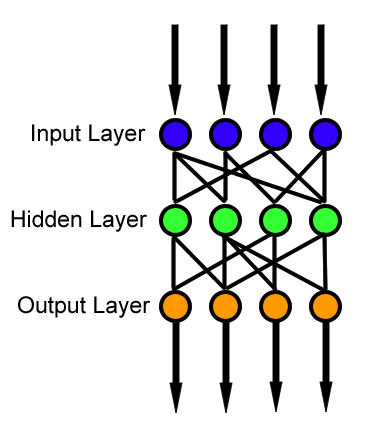
순방향 신경망에서는 노드가 항상 한 방향으로 이동한다. 절대로 역전파하지 않는다.

순방향 신경망(順方向神經網, feedforward neural network)은 노드 간의 연결이 순환을 형성하지 "않는" 인공 신경망이다. 즉, 이는 순환 신경망과 차이가 있다.
순방향 신경망은 고안된 인공 신경망의 최초의 가장 단순한 형태였다. 이러한 네트워크에서 정보는 입력 노드로부터 출력 노드 방향으로 한 방향, 전방향으로만 움직이며, 숨겨진 노드가 있는 경우 이를 경유한다. 네트워크 안에서 순환이나 루프는 존재하지 않는다.

## 단층 퍼셉트론
가장 단순한 종류의 신경망은 출력 노드들의 단층으로 구성되는 단층 퍼셉트론(Single-layer perceptron)이다. 입력은 일련의 가중치(weight)를 통해 출력에 직접 피드(feed)된다.

## 다층 퍼셉트론
이 유형의 네트워크는 다층의 연산 유닛으로 구성되며 일반적으로 피드 전방 방향으로 상호 연결된다. 한 층의 각 뉴런은 연이어 이어지는 층의 뉴런에 대한 방향이 있는 연결이 있다.

## 같이 보기
- 합성곱 신경망
- 역전파